# Deviant Current Signal
Deviant Current Signal is het debuutalbum van de Franse band Hacride, uitgebracht in 2005 door Listenable Records.

## Track listing
1. "Human Monster" - 3:50
2. "TYPO" - 5:55
3. "This Place" - 6:03
4. "Polarity" - 2:14
5. "Fresh Lives On" - 4:56
6. "Protect" - 6:03
7. "Cold (demoversie)" - 5:15
8. "Down (demoversie)" - 5:06

## Band
- Samuel Bourreau - zanger
- Adrien Grousset - gitarist
- Benoist Danneville - bassist
- Olivier Laffond - drummer